# And Then Came Love
And Then Came Love es una película de comedia romántica de 2007 dirigida por Richard Schenkman. Se estrenó en el Urban Film Series Festival en Washington D. C. en junio de 2007, con un estreno teatral limitado en Ridgewood, Nueva Jersey a partir de ese mismo mes junto con un estreno en Manhattan, Nueva York.
La película está protagonizada por Vanessa Williams, Eartha Kitt (en su último papel cinematográfico), Kevin Daniels, Michael Boatman, Stephen Spinella y Ben Vereen.

## Sinopsis
Julie, una exitosa columnista de revistas, abre la caja de Pandora y busca al donante de esperma anónimo que engendró a su pequeño hijo.

## Reparto
- Vanessa Williams como Julie
- Kevin Daniels como Paul
- Michael Boatman como Ted
- Jeremy Gumbs como Jake
- Eartha Kitt como Mona
- Tommy Nelson como Horatio
- Stephen Spinella como Stuart
- Eileen Alana como Miss Missy
- Collin Biddle como Maitre 'D (acreditado como Colin Biddle)
- Anna Camp como Kikki
- Courtney Carter como niñera del parque
- Mike Colter como Yuppie Paul
- Peter Conboy como Hombre de la calle
- Andrea Darriau como Mujer nerviosa